# Nationalsozialistischer Rechtswahrerbund

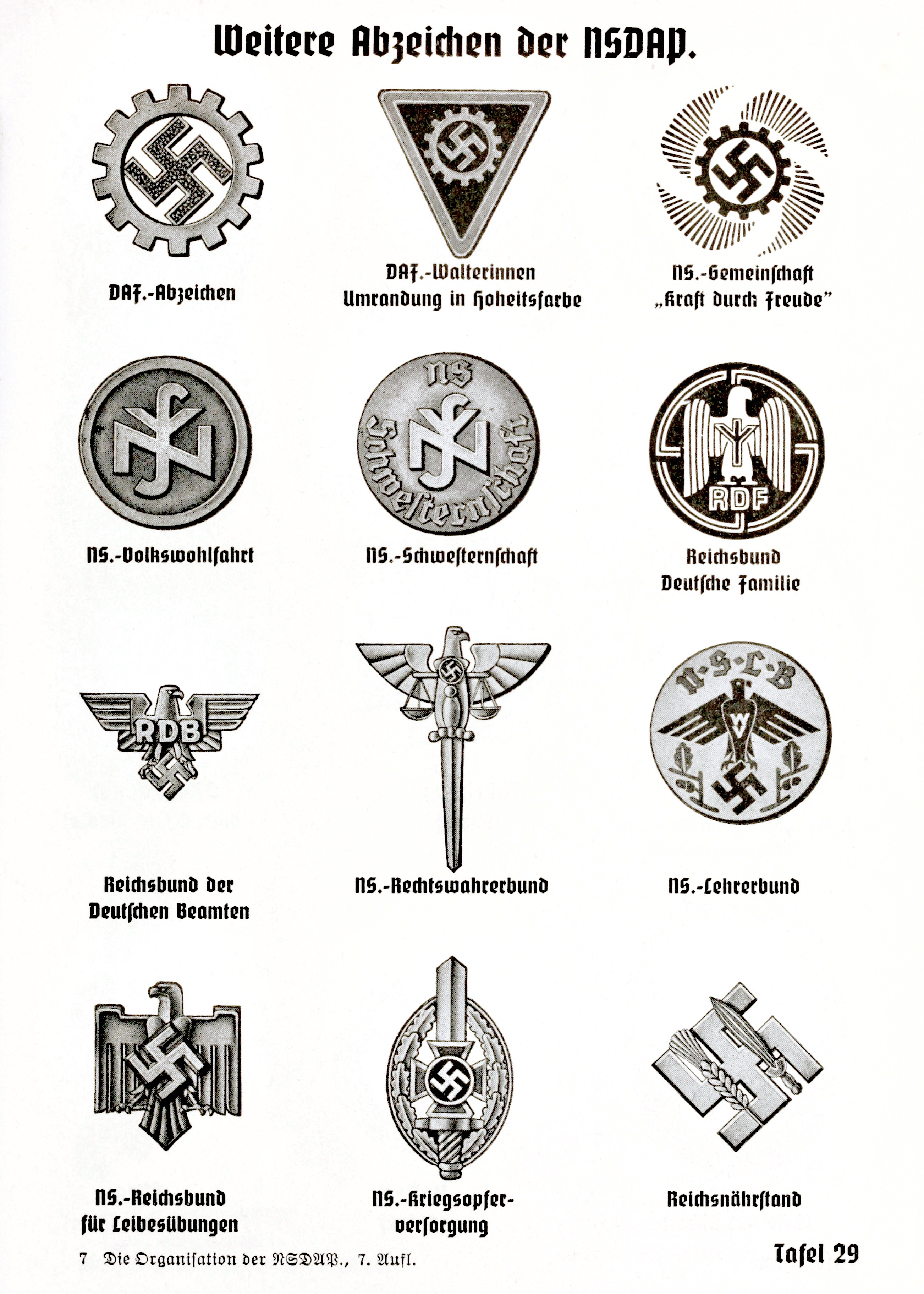
Les établissements de NSRP

Le Nationalsozialistischer Rechtswahrerbund, (ou NSRB) est l'association allemande des professionnels du droit (avocats, juges, procureurs, notaires et professeurs de droit) sous le Troisième Reich entre 1936 à 1945.
Il succède au Bund Nationalsozialistischer Deutscher Juristen, (ou BNSDJ), qui a existé de 1928 à 1936.